# Luis Fraile
 (mars 2023).
Si vous disposez d'ouvrages ou d'articles de référence ou si vous connaissez des sites web de qualité traitant du thème abordé ici, merci de compléter l'article en donnant les références utiles à sa vérifiabilité et en les liant à la section « Notes et références ».
 (août 2022).
La mise en forme du texte ne suit pas les recommandations de Wikipédia : il faut le « wikifier ».
Les points d'amélioration suivants sont les cas les plus fréquents. Le détail des points à revoir est peut-être précisé sur la page de discussion.
- Les titres sont pré-formatés par le logiciel. Ils ne sont ni en capitales, ni en gras.
- Le texte ne doit pas être écrit en capitales (les noms de famille non plus), ni en gras, ni en italique, ni en « petit »…
- Le gras n'est utilisé que pour surligner le titre de l'article dans l'introduction, une seule fois.
- L'italique est rarement utilisé : mots en langue étrangère, titres d'œuvres, noms de bateaux, etc.
- Les citations ne sont pas en italique mais en corps de texte normal. Elles sont entourées par des guillemets français : « et ».
- Les listes à puces sont à éviter, des paragraphes rédigés étant largement préférés. Les tableaux sont à réserver à la présentation de données structurées (résultats, etc.).
- Les appels de note de bas de page (petits chiffres en exposant, introduits par l'outil «  Source ») sont à placer entre la fin de phrase et le point final[comme ça].
- Les liens internes (vers d'autres articles de Wikipédia) sont à choisir avec parcimonie. Créez des liens vers des articles approfondissant le sujet. Les termes génériques sans rapport avec le sujet sont à éviter, ainsi que les répétitions de liens vers un même terme.
- Les liens externes sont à placer uniquement dans une section « Liens externes », à la fin de l'article. Ces liens sont à choisir avec parcimonie suivant les règles définies. Si un lien sert de source à l'article, son insertion dans le texte est à faire par les notes de bas de page.
- La présentation des références doit suivre les conventions bibliographiques. Il est recommandé d'utiliser les modèles {{Ouvrage}}, {{Chapitre}}, {{Article}}, {{Lien web}} et/ou {{Bibliographie}}. Le mode d'édition visuel peut mettre en forme automatiquement les références.
- Insérer une infobox (cadre d'informations à droite) n'est pas obligatoire pour parachever la mise en page.

Pour une aide détaillée, merci de consulter Aide:Wikification.
Si vous pensez que ces points ont été résolus, vous pouvez retirer ce bandeau et améliorer la mise en forme d'un autre article.
Pour les articles homonymes, voir Fraile.
Luis Fraile, né le 7 février 1947 à Albacete (Espagne) et mort le 5 janvier 2016 à Madrid (Espagne), est un peintre espagnol qui a développé une longue carrière professionnelle principalement à Madrid. Il a embrassé plusieurs tendances et styles tout au long de sa carrière prolifique, développant son propre style autour du surréalisme, reflet d'un monde inconscient et onirique.
Donner un nom, l'inscrire dans une époque ou enfermer la peinture de Luis Fraile dans un isme, c'est commettre l'erreur de se méprendre sur la véritable intention de son auteur. Comme il l'affirme lui-même :

« Je ne peux pas me retrancher, car je suis toujours à la recherche de nouvelles formes, bien que le fond sensible soit le même. »

Il fuit les généralisations qui semblent le rattacher à une roue picturale à laquelle il ne s'identifie pas. Pourtant, des traits surréalistes sont perçus dans sa peinture, chez ces êtres étranges qui la peuplent, ainsi que des caractéristiques de l'impressionnisme et de l'expressionnisme qu'il a découverts et d'une certaine manière assimilés tout au long de ses années d'apprentissage, mais sa caractéristique est le syncrétisme d'un art qui, sachant tirer parti de tous les ismes, a réussi à les surmonter ».

## Biographie
Il est né à Albacete, dans une famille modeste, premier des deux enfants d'un maître maçon et victime politique de la Guerre Civile, et d'une ouvrière et femme au foyer dévouée. Enfant, il cumule études et divers métiers, notamment comme serveur dans le mythique Casino Primitivo de la ville, expériences de vie qui contribuent à forger dès son plus jeune âge une vision très critique de la société franquiste, qui se reflétera plus tard dans son travail. A 20 ans, il est dessinateur d'urbanisme à la mairie de sa ville natale. Il a travaillé pour le Cadastre et avec le célèbre architecte Julio Carrilero Prat, concevant notamment le Club Nautique à Torrevieja.
La peinture étant sa véritable vocation, il décide de perfectionner la technique et d'apprendre de nouvelles méthodes artistiques. Pour cela, et lassé de l'isolement de l'Espagne à cette époque, il entreprend plusieurs voyages à l'étranger (France, Italie, Canada, etc.), et finit par maîtriser plusieurs langues, comme le français, l'anglais, l'italien et le catalan.
Il a étudié le Retable et la Polychromie à l'École Massana de Barcelone, la Céramique (Escola Llotja de Barcelona), ainsi que la Gravure et la Lithographie, non seulement dans la métropole catalane, mais aussi à Paris (Atelier Hayter) et à Toronto (North Toronto Collegiate Institute), où il gagnait également sa vie en créant des vitraux. De son séjour à Paris, il convient également de mentionner ses études en Arts Plastiques (Université de Vincennes) et en Histoire de l'Art (École du Louvre).
De même, tant ses préoccupations intellectuelles que sa vaste formation autodidacte étendue à une multitude de sujets et de disciplines, le conduiront à créer une œuvre en constante transformation. En plus d'apparitions dans d'importantes publications espagnoles de l'époque (Diario ABC, Casa & Jardín, El Punto de Las Artes, Revista Cyan, El Correo Español, Tribuna, Formas Plásticas, La Brocha, etc.) et d'autres reconnaissances, déjà en 1974 Il a reçu le prix de peinture de la Fondation Güell à Barcelone et en 1985, il a été finaliste à la 7e Biennale internationale de Dessin de Cleveland, en Angleterre. Au milieu des années 1970, il obtient même une représentation auprès de la galeriste chevronnée Juana Mordó, mais pour diverses raisons, il revient à Paris. A la fin des années 1980, il s'installe à Madrid, où il réalisera l'essentiel de son œuvre, travaillant sans relâche et avec passion, représenté par la défunte Novart Gallery. Son héritage se compose de plus de 3 000 œuvres d'une grande originalité et vitalité.

## Style
« Le monde figuratif de Luis Fraile est complexe, plein d'intentions qui évoluent au fil du temps, découvrant de nouvelles idées. C'est une peinture réflexive qui offre un panorama des oppositions, le ludique face aux limites, se transformant en un tourbillon mesuré ».
« Il propose une dynamique du dessin, des formes et des couleurs dans une tension de rencontres, de dialogues et de regards. Dans les figures rigides, hiératiques et presque sacrées de ce peintre, il y a fréquemment un dialogue homme-femme; une énergie et querelle des sexes; un magma ouvert au regard et à l'esprit ».

## Principales expositions individuelles
- 1974 : Real Círculo Artístico. Barcelona
- 1974 : Galería Toison. Madrid
- 1975 : Galerie Poisson d'Or. París
- 1978 : Galerie Marigny. París
- 1979 : Galerie Marigny. París
- 1982 : De Cortez Gallery. Toronto
- 1983 : De Cortez Gallery. Toronto
- 1987 : Galería Novart. Madrid
- 1987 : Galería Enebro. Segovia
- 1988 : Galería Berruguete. Valladolid
- 1988 : Musée de Calahorra. La Rioja
- 1988 : Galería Arlanzón. Burgos
- 1988 : Musée d'Art Contemporain de Vilafamés. Castellón
- 1988 : Feria Internacional de Arte InterArte 88. Valencia
- 1988 : Musée d'Art Contemporain d'Albacete. Castilla-La Mancha
- 1989 : Musée de La Rioja. Logroño
- 1989 : Galería Novart. Madrid
- 1989 : Fundación de la Caja de Ahorros de Asturias. Gijón
- 1991 : Heller Gallery. Nueva York
- 1991 : Galería Novart. Madrid
- 1991 : Musée de Ciudad Real
- 1993 : Montserrat Contemporary Art Gallery. Nueva York

## Collections publiques
- Fondation Güell - Barcelona
- Académie Royale des Beaux-Arts Saint-Ferdinand - Madrid
- Musée International d'Art Contemporain - Guinée Équatoriale
- Musée de Calahorra - La Rioja
- Musée d'Art Contemporain de Vilafamés - Castellón
- Fondation Caja Asturias - Gijón
- Musée d'Art Contemporain d'Albacete - Castilla-La Mancha
- Musée d'Art Contemporain de La Rioja - Logroño